# Antonije Pušić
Antonije Pušić, vagy művésznevén Rambo Amadeus (Kotor, 1963. június 14. — ) montenegrói énekes. 2011. december 12-én jelentette be az RTCG, a montenegrói közszolgálati televízió, hogy belső kiválasztással rá esett a választás, így ő lett az, aki a 2012-es Eurovíziós Dalfesztiválon Montenegró színeiben állhatott színpadra Bakuban, az "Euro Neuro" című dallal. A verseny elődöntőjében nem jutott tovább a döntőbe.

## Pályafutása
Gyermekkorában sportvitorlázásban ért el sikereket. A dalszövegei javarészt az átlagemberek szokásait és a helyi politikusok ostobaságait figurázza ki. Dalaiban többféle zenei stílust használ a poptól a rapen, a funkon, a népzene és elektronikus zene irányzatain át a rockig, de számos más zenei műfajt is ötvöz. Karrierje során gyakran nyúl a paródia műfajához, amivel igazán ki tudja fejezni zenéinek mondanivalóját. 
Híres őrült jazz-funk zenéiről, érdekes dalszövegiről és meghökkentő elemeket tartalmazó élő színpadi szerepléseiről, amit brutális szatírával fűszerez, és néha a stand-up comedy határát súrolja produkcióival. Dalszövegei a régióra jellemző obszcén szavakat igen gyakran tartalmazó hétköznapi beszéd és a szleng elemeire épülnek, ugyanakkor tartalmilag negatívan értelmezhető társadalmi berögződéseket és problémákat, primitivizmust, sznobizmust gúnyoló mély értelemmel rendelkeznek. 
"Rambo Amadeus" saját bevallása szerint a turbo folk kifejezés megteremtője, mely egyenlő a balkáni régióra jellemző sajátságos szerb népzene és elektronikus pop zenének ötvözetével, azaz a primitív népi kultúra és a modern technológia nyújtotta elemek keverésével. Gyakran saját zenéjét is egyfajta turbo folk paródiaként értelmezik a furcsa ízlés, az agresszív folk zene és a nagy népszerűség keverékének megtestesítőjeként. Ugyanakkor a turbo folk egy teljesen különáló '"Rambo Amadeus" zenéjétől merőben eltérő stílusú, a Balkánra jellemző popzene. John Rambo és Wolfgang Amadeus Mozart nevének ötvözete a “joviális pop bájos királya”-ként is értelmezhető.
Montenegró első UNICEF nagykövetének nevezték ki 2006-ban. A népszerűségének erejével segítette az iskolán belüli erőszak megfékezéséért született programot. Tizenkilenc albumot adott ki eddig, és sok díjat is nyert, melyek közül a legfényesebb a Valenciai Filmfesztivál nagydíja a Boomerang című film betétdalaiért, és a Montreux-i fesztivál Arany Rózsa díja.

## Diszkográfia

### Stúdió albumok
- 1988 – O tugo jesenja (Ó őszi bánat), PGP RTB
- 1989 – Hoćemo gusle (guszle-t akarjuk), PGP RTB
- 1991 – Psihološko propagandni komplet M-91 (Pszichológiai propaganda szett M–91), PGP RTB
- 1995 – Muzika za decu (Zene a gyerekekért), B92
- 1996 – Mikroorganizmi (Mikoroorganizmusok), Komuna
- 1997 – Titanik (Titanic), Komuna
- 1998 – Metropolis B (tour-de-force) (B-metropolisz, Az erő túrája), B92
- 2000 – Don't happy, be worry (Ne légy boldog, aggódj!), Metropolis Records (Megjelent, mint Čobane vrati se – Pásztor, gyere vissza!) Szlovéniában és Horvátországban a Dallas Records gondozásában)
- 2005 – Oprem Dobro (Meg a faszom, pontosan nem fordítható), B92
- 2008 – Hipishizik Metafizik (pontosan nem fordítható), PGP RTS
- 2015 – Vrh Dna/Mascom Records

### EP-k
- 2008 – Yes No, Hip Son Music/Tunecore

### Koncertalbumok
- 1993 – Kurac, Pička, Govno, Sisa (Fasz, pina, szar, cici), Gema & DE
- 1998 – Koncert u KUD France Prešeren, Vinilmanija
- 2004 – Bolje jedno vruće pivo nego četri ladna ( Jobb egy forró sör, mint négy hideg), Metropolis

### Válogatások
- 1994 – Izabrana dela (Válogatott munkák), PGP RTS
- 1998 – Zbrana dela 1 (Válogatott munkák 1), Vinilmanija
- 1998 – Zbrana dela 2 (Válogatott munkák 2), Vinilmanija

## Fordítás
- Ez a szócikk részben vagy egészben  a   Rambo Amadeus című angol Wikipédia-szócikk fordításán alapul.  Az eredeti cikk szerkesztőit annak laptörténete sorolja fel. Ez a jelzés csupán a megfogalmazás eredetét és a szerzői jogokat jelzi, nem szolgál a cikkben szereplő információk forrásmegjelöléseként.